# 故乡 (X档案)
《故乡》（英語：Home）是美国科幻电视剧《X档案》第四季的第二集，于1996年10月11日通过福克斯电视网在美国首播。节目剧本由格伦·摩根和黄毅瑜创作，金·曼纳斯担任导演，属“每周怪物”系列作品，同主线剧情的层层谜团没有联系。本集首播期间的尼尔森收视率数值为11.9，观众人数约1885万，是《档案》首次在播映时附有暴力画面观众酌情警示，也是唯一分级的节目。评论界对《故乡》大多抱正面立场，称赞其中令人不安的剧情，部分评论还将之同导演大卫·林奇的作品风格相比。不过，也有部分评论批评本集内容过分暴力。
联邦调查局特工福克斯·穆德（大卫·杜考夫尼饰）和丹娜·斯嘉丽（吉莲·安德森饰）受命调查人称“档案”的悬案，这些案件大多同超自然现象有关。穆德相信有超自然现象存在，但斯嘉丽对此抱怀疑态度，希望能证明实情并非如此，但两人依然结成深厚的友谊。穆德和斯嘉丽在本集调查患有严重先天缺陷的婴儿死亡案。两人抵达宾夕法尼亚州边远小镇霍姆，见到身体存在严重畸形、已近十年没有离开宅邸的皮考克家族三兄弟。穆德起初怀疑死婴是皮考克兄弟强奸妇女所生，但调查结果表明这个家族内部已经有很长时间的乱伦史，皮考克兄弟的亲生母亲也牵涉其中。
摩根和黄毅瑜在《档案》第二季结束后离开剧组，《故乡》则是两人回归之作，他们希望尽可能让这集更加震撼，更显抱负不凡。剧情源自现实案例，其中包括查理·卓别林自传中记载的一段经历。由于题材较为敏感，节目早在前期准备阶段就引来争议。有评论认为，本集的主题包括讽刺美国梦、探索母性本质并表达对全球化的看法。部分评论家和剧组成员还指出，《故乡》对之后的《档案》剧集有举足轻重的影响。

## 剧情
宾夕法尼亚州印地安纳县小镇霍姆（Home）的一名女性生下畸形婴儿，三名有类似畸形的成年男子顶着暴雨把婴儿埋在破旧的房子附近。尸体被玩沙坑球的孩童发现后，福克斯·穆德（Fox Mulder，大卫·杜考夫尼饰）和丹娜·斯嘉丽（Dana Scully，吉莲·安德森饰）获派前去调查。穆德询问霍默镇警长安迪·泰勒（Andy Taylor，塔克·斯莫尔伍德饰），是否审问过住在尸体旁边房屋里的皮考克（Peacock）兄弟。泰勒称这幢房子可以追溯到南北战争，里面没有电，没有自来水，也没有暖气，还暗示这家人自战争结束后就一直在近亲繁殖。与此同时，皮考克三兄弟就在前门走廊上看着警长和特工。
经过验尸，特工得知婴儿是因吸入泥土窒息致死，这表明受害人是被活埋的。斯嘉丽认为，畸形婴儿可能是乱伦的产物，穆德则认为皮考克一家现在根本没有女性，所以应该是三兄弟绑架并强奸别的女人。穆德和斯嘉丽进入此时已无人居住的房子里调查，在桌上发现血迹、剪刀和铲子。当局对皮考克三兄弟发出拘捕令，结果三人当晚出于报复闯进泰勒警长家中，警长和夫人都被杀害。
化验结果表明，死婴的父母都是皮考克家族成员，接下来法医证据又证明泰勒夫妇是被皮考克兄弟所杀。两名特工于是同副警长巴尼·帕斯特（Barney Paster，塞巴斯蒂安·斯宾赛饰）前去逮捕嫌疑人。帕斯特从房子前门闯入，但马上就被诱杀陷阱斩首。穆德和斯嘉丽把这家人养的猪放出，希望能把嫌疑人引出来，然后再进入屋内搜查。两人在床下发现一个四肢都被截断的女人，原来她就是皮考克三兄弟的母亲，多年来一直在同他们发生性关系。皮考克兄弟发现穆德和斯嘉丽已经进到屋里，于是衝了过来。年纪较轻的两人身中数弹才倒地身亡，其中一人被另一个诱杀陷阱刺穿。之后两名特工发现，皮考克夫人和长子已乘车逃跑，计划到别处开始新的生活。:39–46

## 制作

### 背景
格伦·摩根（Glen Morgan）和黄毅瑜在第二季结束后离开《档案》剧组参与其他电视节目制作，《故乡》则是两人首度回归。两人离开前曾为剧集创作过多集剧本，对第一季的成功有至关重要的作用。离开《档案》后，摩根和黄毅瑜制作的科幻电视剧《宇宙之外》（Space: Above and Beyond）只播映一季便停播，两人于是回归《档案》，成为第四季的编剧。为了给此次回归造势，他们决定让这集的剧情更为震撼，挑战节目的既有边界。主演《宇宙之外》的克里森·克拉克（Kristen Cloke）建议两位编剧研习自然和进化相关著作，创作生存主义主题剧本。
《宇宙之外》的许多演员都在《档案》第四季亮相，其中第一个便是在《故乡》中出演警长安迪·泰勒的塔克·斯莫尔伍德（Tucker Smallwood）:39–46:126。摩根首次向克里斯·卡特谈及本集构想时就特别提到《宇宙之外》的三名演员詹姆斯·莫里森（James Morrison）、罗德尼·罗兰德（Rodney Rowland）和摩根·韦瑟（Morgan Weisser），称三人很适合出演片中的怪胎三兄弟。《故乡》中还有多处涉及流行电视节目的指涉，例如人物姓名安迪·泰勒和巴尼就意指《安迪·格里菲斯秀》（The Andy Griffith Show）及其虚构地点和人物。

### 编剧
编剧在创作本集剧本期间参考过多种来源，1992年的纪录片《兄弟的监护人》（Brother's Keeper）便是其一，该片围绕几乎都是文盲的沃德四兄弟展开，主要讲述他们在世代相传农场生活的故事。威廉·沃德（William Ward）于1990年去世，弟弟德尔伯特（Delbert）被控谋杀，案件引发国际社会关注。德尔伯特声称警方在审讯期间采用蒙骗手段令他认罪，专家估计他的智商只有68，最终法庭判决罪名不成立。黄毅瑜决定以沃德兄弟为皮考克一家的创作原型，把他们的生活方式也写入剧本。人物姓氏“皮考克”源自摩根父母之前的邻居:39–46。

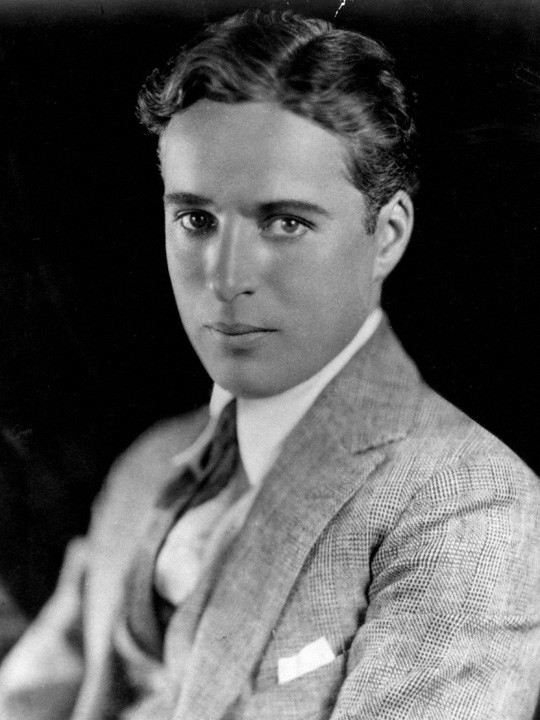
格伦·摩根和黄毅瑜还从查理·卓别林的自传中汲取创作灵感

编剧还从查理·卓别林的自传中汲取灵感，书中记有卓别林在英国跟随音乐剧团巡演期间的一段经历，当时他寄住在一户穷苦人家的公寓里。吃过晚饭后，这家人带着他上楼去看望他们的儿子。家人把孩子从床下拉出来，只见他的四肢都被截断，向天躺在地上，家人在周围唱歌跳舞。摩根把这段内容写入剧情，并依照黄毅瑜的建议把截肢者换成三兄弟的母亲。编剧们用了不少时间才把各种构想融合起来，拼接成完整的故事情节:129。《档案》第二季第20集《斑身人》（Humbug）由摩根的弟弟达林（Darin）编剧，剧中包括马戏团杂耍表演在内的多种元素和主题都对《故乡》的创作产生影响，例如两部作品都包含“善良的灵魂困在怪物躯体中”的主题。
导演金·曼纳斯（Kim Manners）第一次看到《故乡》的剧本就觉得这会是“我所遇到最经典的恐惧题材剧本。”相比之下，制片人担心节目会有些过火，称剧本“索然无味”。《档案》主要反派人物癌人的扮演者威廉·B·戴维斯（William B. Davis）认为，本集的剧本风格仿佛摩根和黄毅瑜有意要让电视剧回复最初的创作风格。

### 摄制和后期制作

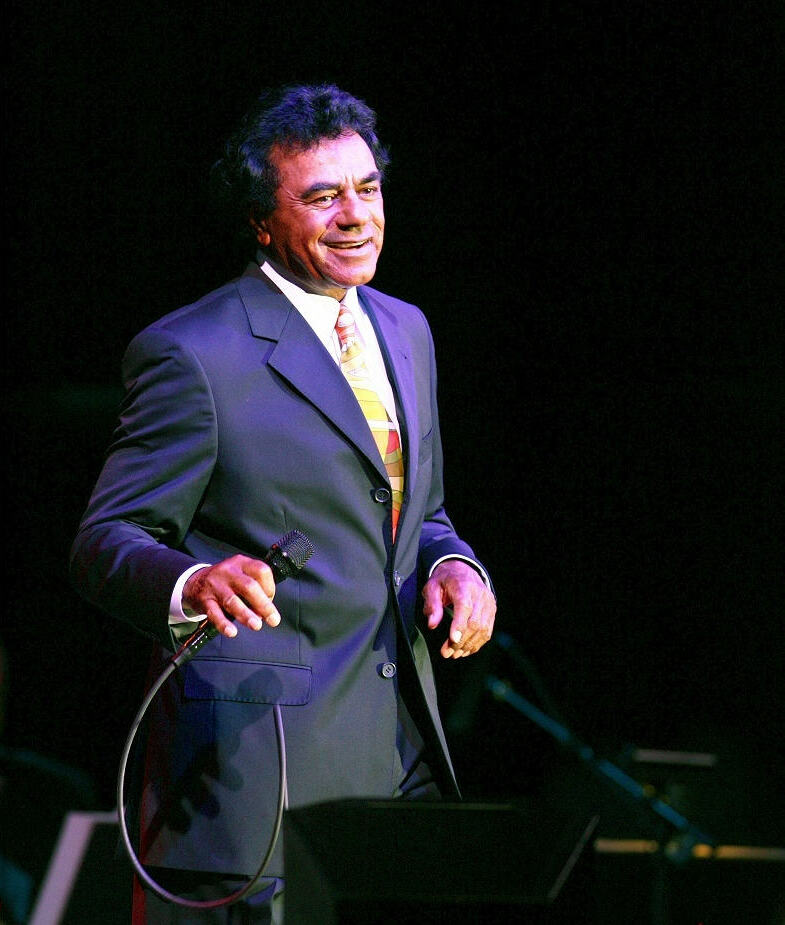
面对节目充满争议的取材，约翰尼·马蒂斯不同意《故乡》中采用他演唱的歌曲《Wonderful! Wonderful!》。

《故乡》和《档案》第四季其他剧集一样是在不列颠哥伦比亚摄制:39–46。大部分建筑镜头是在素里取景，该市建筑新旧风格混合，剧组谨慎采用逆向角度取景，确保镜头风格看起来像是“美国小镇:122。”充当皮考克家族宅邸的房屋曾用于拍摄第二季第12集《剃刀杀人狂》（Aubrey）。之前在此取景时，制片人觉得这套房子已经“多年未受任何影响”，实在是理想的拍摄地点，一定要再到这里摄制:39–46:70。皮考克一家的车是剧组在温哥华郊外某农场发现后租下，还经过翻修。凯迪拉克公司之后给制片人去信，为节目中采用该公司的产品致谢。:39–46
《故乡》播出后，塔克·斯莫尔伍德在回忆中表示节目的拍摄过程令人不快。他刚加入剧组时几乎对《档案》一无所知，最终收到剧本时也很意外。斯莫尔伍德在片场的头一天曾询问其他演员，这部电视剧是不是一直都这么暴力，当时某位不知名的剧组成员表示：“即便是对于我们来说，这也太可怕了”，称这可能是《档案》开播以来最阴森的剧集。拍摄警长被杀的戏份时，斯莫尔伍德坚持不用替身亲自上阵，直到拍摄入水镜头时撞到头部。斯莫尔伍德在拍摄期间还有另一段非常难受的经历，即把脸朝下浸在假造的血泊里超过90分钟之久。
《故乡》中附有约翰尼·马蒂斯（Johnny Mathis）演唱的歌曲（字面意为“美妙啊！美妙！”）:125。不过，马蒂斯在看过剧本后认为情节过于暴力和敏感，所以不同意剧中使用他唱的歌曲，所以剧组只能另行录制。曾是歌手的制片人戴维·纳特起初坚持献唱，但到了最后一刻，剧组还是改选嗓音与马蒂斯更接近的另一位歌手。曼纳斯对此表示，之所以选择这首歌是因为“有些歌就是有一种令人毛骨悚然的特点，对此我们都还只是一知半解。”
节目最初递交审查时，片头的婴儿被活埋时还在尖叫，福克斯公司高管要求十十三制片公司调整音效，让婴儿听起来似乎患有疾病，希望借此表明孩子身有残疾，皮考克兄弟并非有意杀害无辜的婴儿。这个镜头是以被埋的婴儿为视角，曼纳斯对此表示，这是他“从业以来所拍最可怕的镜头”。导演还称本集剧本堪称经典，所以他尽己所能，以最严谨的态度把镜头拍好。节目制作完工后，曼纳斯称《故乡》是他最喜欢的剧集之一。男主角杜考夫尼也有同样看法，称他虽然不至感到害怕，但还是非常喜欢这集节目。对此他还称，节目中围绕“生存和繁衍”欲望展开的主题令他感动。

## 主题
《故乡》以嘲讽视角看待传统家庭观念，展示出美国传统价值观同更现代文化之间的冲突:125:85。剧中有多处设定同山姆·夏普德（Sam Shepard）的剧作《被埋葬的孩子》（Buried Child）类似，以家族后院发现幼儿尸体的画面配合画外音讲述开场。作家莎拉·斯特加尔（Sarah Stegall）认为，这段开场相当于针对美国梦意识形态的评述，用婴儿的死来“告诉我们，深埋地下的希望和恐惧，以及黑暗的秘密都可以把家庭维系在一起。”
故事发生地霍姆镇代表核心家庭的传统价值观，但这种价值观最终沦为皮考克家族的牺牲品，他们代表天堂的黑暗面:210。剧中小镇展现出没有全球化的世界好的一面，但也通过皮考克家族表现出不好的一面。有学者认为，片尾皮考克兄弟中最后的幸存者驾驶白色卡迪拉克逃跑，把母亲“安全地存放在行李箱”，准备探索新的人生，这属于典型的美国梦。:209·基思·布克（M. Keith Booker）在著作《蓝领流行文化》（Blue-Collar Pop Culture）一书中把皮考克兄弟同1974年电影《德州电锯杀人狂》（The Texas Chain Saw Massacre）中的人皮脸食人家族相比。布克还认为皮考克兄弟和《隔山有眼》（The Hills Have Eyes）中的食人家族类似，在他看来，这三兄弟就代表“纯粹的邪恶”。:87
母性是剧中探索的另一个主题。埃莉斯·雷伊·赫尔福德（Elyce Rae Helford）在著作《幻想女孩：科幻和奇幻电视新宇宙中的性别》（Fantasy Girls: Gender in the New Universe of Science Fiction and Fantasy Television）一书中指出，皮考克夫人在剧中被几个儿子截肢，只余下女性的基本生理功能，除满足儿子的一切要求外，她的人生已经没有任何个人目标:82。索尼娅·沙莱雅（Sonia Saraiya）在《影音俱乐部》撰文称：“斯嘉丽本以为这是个受到残害的母亲，并对之充满同情，但事实却仿佛当头一棒，原来她竟是个动机毫不良善的怪物。”《故乡》还首次探索斯嘉丽成为母亲的念想。布克认为，本集展现出斯嘉丽“现代母性欲望”的双重本质，与皮考克夫人“变态的家庭概念”形成对比:91。而在赫尔福德看来，这集预测斯嘉丽之后会以技术途径受孕，但她怀上的后代不是人类:83。之后的剧情发展也证实她的论断，第五季时，斯嘉丽意外得知自己第二季被绑架期间曾生下一女，名叫“艾米莉”（Emily），是人类和外星人混血:83–84。第七季最后一集《安魂曲》（Requiem）的剧情表明已经确诊不孕的斯嘉丽又怀上孩子，并且第八季和第九季的核心剧情就围绕斯嘉丽成为母亲以及她拥有超能力的孩子威廉（William）展开。
剧中在极其暴力的谋杀桥段采用快节奏歌曲，呈现出的讽刺效果引起关注:90。扬·德拉萨拉（Jan Delasara）在《档案机密》（X-Files Confidential）一书中称，泰勒警长夫妇被害的桥段是《档案》开播以来最“令人胆战心惊的瞬间”，这其中节奏轻快的经典流行歌曲更起到推波助澜的作用:125。节目在杀人场景中采用广为人知的流行歌曲，进一步颠覆怀旧美学。

## 播映和反响

### 收视成绩和初步反响
《故乡》于1996年10月11日通过福克斯电视网在美国首播，尼尔森收视率结果11.9，收视率21，意即所有装有电视的美国家庭中有11.9%收看本集，当时就在看电视的观众则有11%选择《故乡》，观众总人数约为1885万:298。《故乡》是《档案》首次在播映时附有暴力画面观众酌情警示，也是唯一分级的剧集，特别是开场桥段极其阴森，与“许多恐怖电影”风格神似。除《故乡》外，只有第八季第七集《消极方式》（Via Negativa）播出时也有观众酌情警示。节目还因内容影响不能在电视台重播，《故乡》由此成为《档案》中唯一未经重播的剧集。1997年，举行活动，全天播映最受欢迎的《档案》剧集，《故乡》是入选的第一集。
《故乡》播出后获得评论界好评，但也有部分文章批评节目过于暴力。《娱乐周刊》对本集的评级为（最高+），称其为“电视上最令人不安的时刻之一”，还称赞节目堪称“电影视觉盛宴，充满胆量和机智”。莎拉·斯特加尔给予本集的评分为三星（最高五星），觉得《故乡》同导演大卫·林奇和托比·霍珀（Tobe Hooper）那些更加阴森的作品相比也毫不逊色。斯特加尔赞赏《故乡》营造的气氛，觉得摩根和黄毅瑜此次“期待以久的回归……无疑令人不安、发人深省”，而且“肮脏得一塌糊涂。”
菲尔·法兰德（Phil Farrand）在著作《档案吹光求疵指南》（The Nitpicker's Guide for X-Philes）中称，《故乡》是他在《档案》前四季中最不待见的一集。他自称“实在是搞不懂这一集……穆德和斯嘉丽看起来都很鲁莽”，皮考克兄弟则“更适合出现在漫画书里面。”保罗·康奈尔（Paul Cornell）、基思·托平（Keith Topping）和马丁·戴（Martin Day）在合著的《极端可能》（X-Treme Possibilities）一书中批评本集过分暴力。其中托平觉得《故乡》堪称“病态”，康奈尔认为穆德和斯嘉丽的俏皮话显得两人十分残忍，戴则感觉剧中的暴力内容太过火。不过，戴依然认为节目也有可取之处，例如用歌曲为皮考克兄弟暴力行径伴奏的构想便是“大卫·林奇也会感到自豪”。

### 后期反响

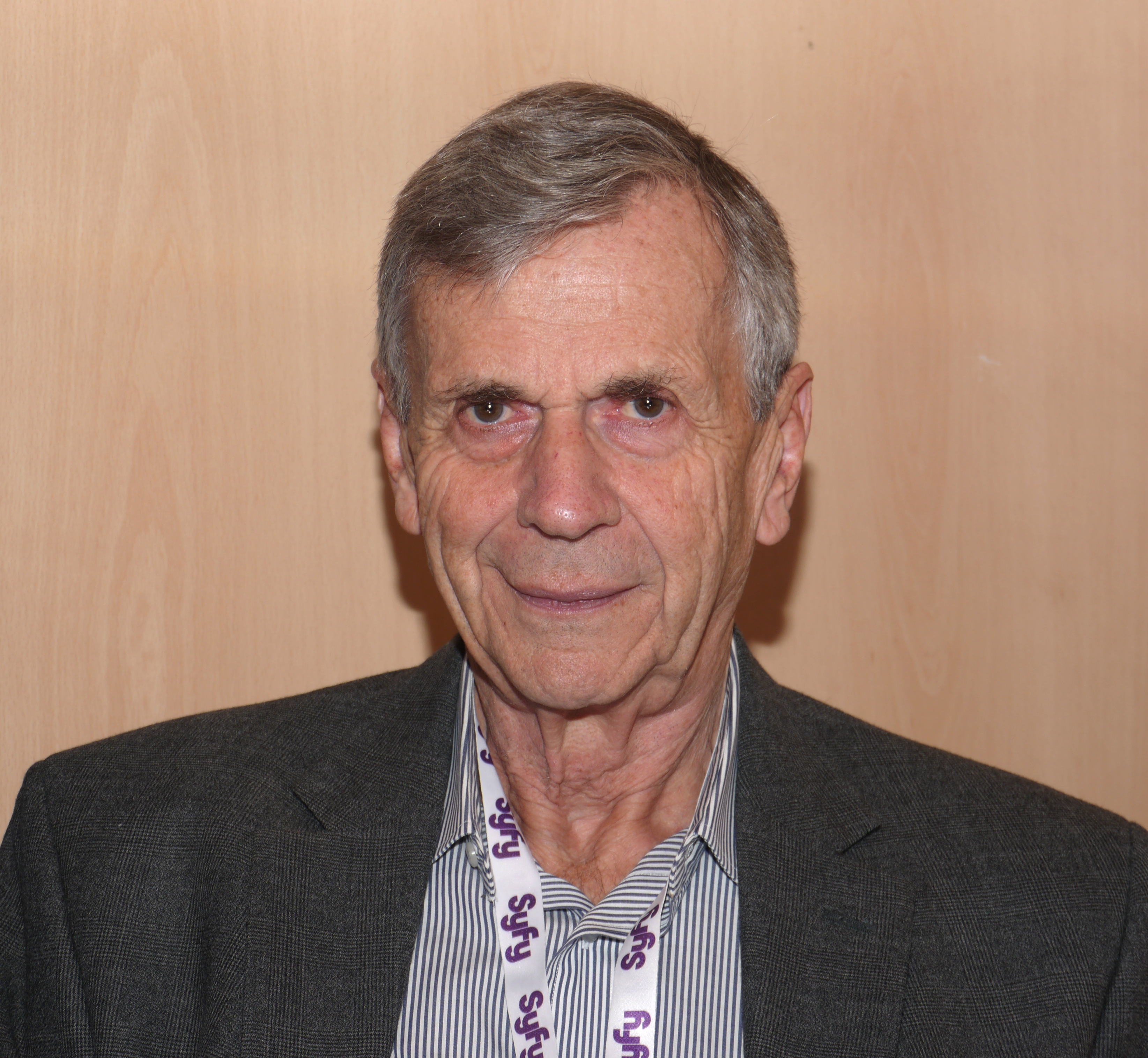
《X档案》主要反派人物癌人的扮演者威廉·B·戴维斯指出，部分剧迷认为《故乡》过于阴森可怕，对以后是否应该继续观看这部电视剧都产生疑问。

播映多年后，《故乡》依然不断获得好评。托德·范德韦尔夫（Todd VanDerWerff）于2011年在《影音俱乐部》发文，给予本集级评价，称节目同《档案》的许多剧集一样带有时代的烙印，而且这样的剧集如果换在九一一袭击事件过后的政治氛围下很可能不会面世。他对节目在描述都市社会面貌和皮考克家族的可怕方面表现称颂有加，觉得《故乡》相当于是“对这个正在急剧消失的怪诞美国悲哀的告别。”迪恩·科瓦尔斯基（Dean A. Kowalski）在著作《档案哲学》（The Philosophy of The X-Files）同把《故乡》、《突变异种》和《下水道惊魂记》（The Host）评为最值得一看的“每周怪物”系列剧集。
多份评论把《故乡》评入《档案》最佳剧集之列。《影音俱乐部》的范德韦尔夫就把本集评为《档案》十佳剧集，而且是他眼中最吓人的电视节目之一。2009年，《温哥华太阳报》把《故乡》评为《档案》最佳独立剧集之一，称节目已经选择可怕的乱伦主题，所以无需再刻意营造其他戏剧冲突。极客巢穴网站写手尼娜·索尔迪（Nina Sordi）于2009年撰文，称本集可以在所有《档案》剧集中排名第四，赞扬节目中令人倍感苍凉的幽默和发人深省的对白。2008年，星球脉冲网站把《故乡》评为《档案》十佳剧集。2009年，网站的康妮·奥格勒（Connie Ogle）把皮考克家族评为《档案》中塑造最成功的怪物之一，还称节目“混过”审查堪称奇迹。
多位评论家把本集评为《档案》最吓人的剧集之一。小说家斯科特·海姆（Scott Heim）在《名单书目：恐怖类》（The Book of Lists: Horror）中把《故乡》评为电视史上最吓人节目的第十名:327。海姆认为，本集有许多方面令人毛骨悚然，例如那幢哥特式风格的房屋和其中的住户等:330。汤姆·凯塞尼奇（Tom Kessenich）在2002年著作《检视：对档案第六至九季未经授权的看法》（Examination: An Unauthorized Look at Seasons 6–9 of the X-Files）中把本集在所有《档案》剧集中排名第五，称其为整部电视剧中恐怖剧集的巅峰之作。威廉··戴维斯称赞《故乡》构思精巧、制作精良，但剧情实在太过阴森可怕，导致部分剧迷对今后是否还要继续收看这部电视剧都产生疑问。他还称，现在许多现代恐怖电影无论从任何方面都比本集要吓人得多，但在当时来看，《故乡》依然“令人非常不安。”